# Anthaxia hova
Anthaxia hova es una especie de escarabajo del género Anthaxia, familia Buprestidae. Fue descrita científicamente por Théry en 1905.